# Рішельєвський ліцей
Рішельє́вський ліце́й (1817 — 1864) — закритий становий навчальний заклад вищого типу в Російській імперії, заснований в Одесі. Названий на честь Армана Емманюеля дю Плессі де Рішельє.

## Опис

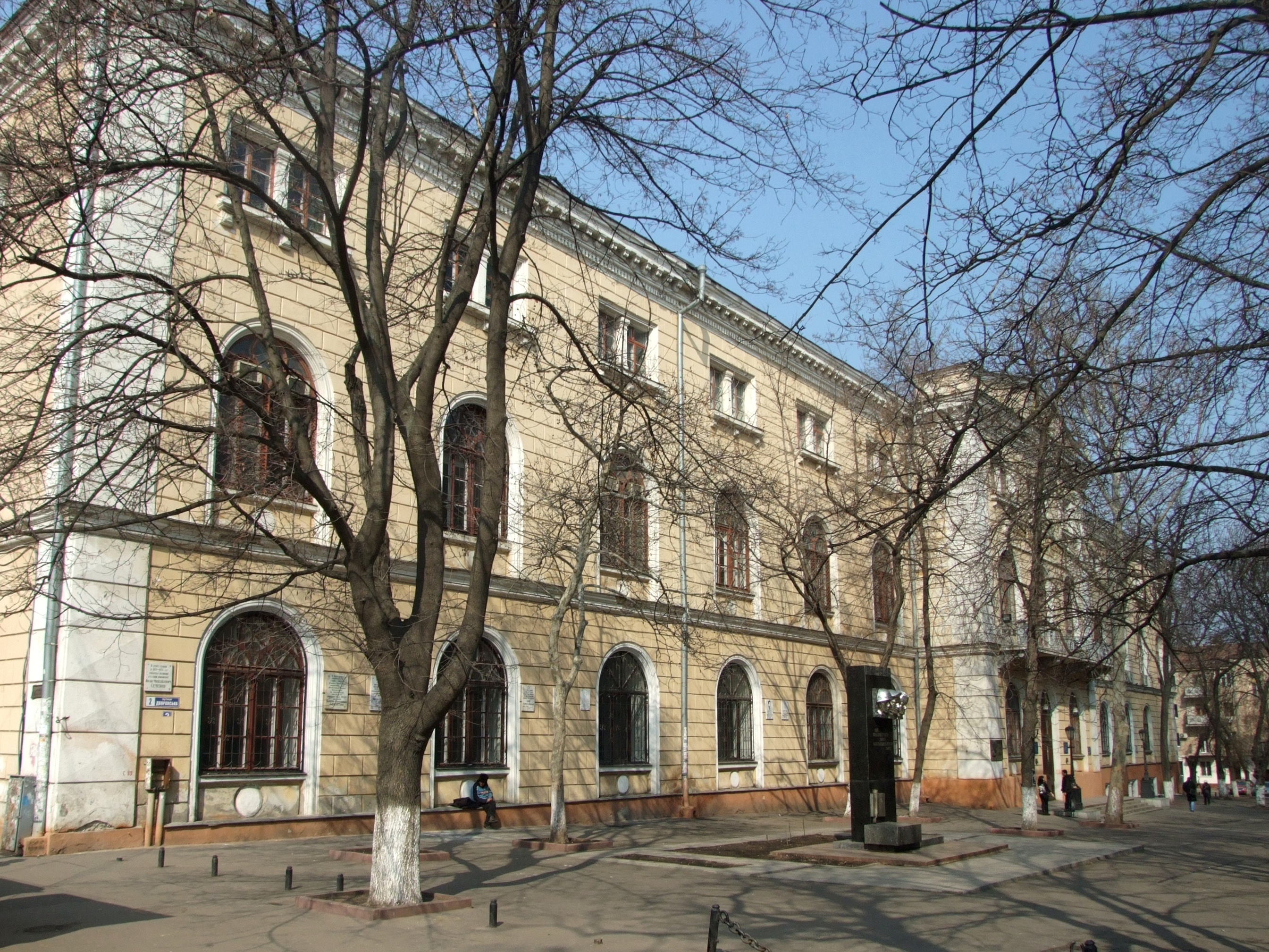
Нова будівля Рішельєвського ліцею (нині — головний корпус Одеського національного університету імені І. І. Мечникова).

До 1837 року у структурі ліцею був педагогічний інститут, який готував вчителів повітових шкіл. Пізніше вищий навчальний заклад складався з двох відділів (фізико-математичного та юридичного) та інституту східних мов. У 1842 році був відкритий ще і камеральний відділ, на якому викладали сільськогосподарські та природничі науки. Навчання провадилося французькою та російською мовами. Ліцей готував урядовців різних професій і вважався одним із найкращих навчальних закладів в Україні й у Російській імперії. У 1846 році архітектором О. С. Шашиним був розроблений проект нової будівлі Рішельєвського ліцею у прогресивному стилі круглої арки на ділянці на початку Дворянської вулиці, згодом були розроблені проекти допоміжних будівель і таким чином утворився комплекс споруд ліцею. Будівництво тривало довгий час і лише у 1857 році Рішельєвський ліцей переїхав на Дворянську вулицю, 2.
В 1858 році Ліцей обмінявся з купцем Вільгельмом Вагнером будинками, у результаті ліцей отримав будинок на Преображенський вул., 24 і віддав Вагнеру будинок на Дерибасівській вул., 16.
11 липня 1864 року було прийнято рішення про створення на базі Рішельєвського ліцею Імператорського Новоросійського університету.
У 1989 році на базі одеської середньої школи № 36 у будівлі колишнього комерційного училища Г. Ф. Файга був утворений Рішельєвський ліцей як комунальний середній навчальний заклад. (Див.: Комунальний заклад «Рішельєвський ліцей»).

## Директори
- Ніколь Ш. Д. (1817—1820 рр.)
- Жіллє Р. А. (1820—1821 рр.)
- Флукі Й. М. (1821—1822 рр.)
- Гейнлет Й.-А. І. (1822—1825 рр.)
- Дудрович І. І. (1825—1826 рр., 1829—1830, 1831—1832 рр.)
- Орлай І. С. (1826—1829 рр.)
- Вінтер І. І. (1830—1831 рр.)
- Синицин М. І. (1832—1844 рр.)
- Петров О. Г. (1844—1852 рр.)
- Мурзакевич М. Н (1853—1857 рр.)
- Беккер П. В. (1857—1862 рр.)
- Богдановський О. М. (1862—1864 рр.)

## Науковці та викладачі
- Беккер Павло Васильович — історик.
- Брун Пилип Карлович — історик, археолог
- Гатцук Олексій Олексійович — журналіст і археолог.
- Григор'єв Василь Васильович — вчений-сходознавець

- Менделєєв Дмитро Іванович — викладав у гімназії ліцею в 1855–1866 рр.
- Мурзакевич Микола Никифорович — Історик, археолог, археограф професор ліцею по кафедрі російської історії і статистики (1839).
- Нордманн Олександр Давидович — натураліст, зоолог та професор ліцею.
- Орлай Іван Семенович — учений-медик, освітній діяч, педагог, письменник.
- Рафалович Артем Олексійович — український лікар і мандрівник, з 1839 — лікар та викладач ліцею.
- Юргевич Владислав Норбертович — археолог, філолог, професор.

## Відомі вихованці
- Грабовський Міхал (1820)
- Тройницький Олександр Григорович (1826)
- Лукашевич Платон Якимович
- Веліканов Олександр Семенович
- Воронцов Семен Михайлович (1842)
- Пінскер Леон (1844)
- Вейнберг Петро Ісайович (1850)
- Маразлі Григорій Григорович (1850)
- Бредіхін Федір Олександрович (1851)
- Колчак Василь Іванович (1854)
- Ярошенко Семен Петрович (1864 ?)
- Скадовський Микола Львович (1865)

## Ювілеї та пам'ятні дати
У 2017 році на державному рівні в Україні відзначався ювілей — 200 років з часу заснування Рішельєвського ліцею в місті Одесі (травень 1817).